# Europejskie referendum konstytucyjne we Francji
Referendum przeprowadzone 29 maja 2005 we Francji dotyczące ratyfikacji traktatu ustanawiającego Konstytucję dla Europy.

## Przygotowania do referendum
Data referendum ratyfikacyjnego we Francji została ogłoszona przez urząd prezydencki 4 marca 2005.
Rada Konstytucyjna orzekła, że konstytucja dla Europy jest niezgodna z konstytucją francuską. Zaproponowano odpowiednie poprawki mające ujednolicić oba dokumenty. Aby zmienić konstytucję, konieczne było zwołanie specjalnej sesji obu izb parlamentu. Obrady odbywały się w Wersalu 28 lutego 2005. Poprawki do konstytucji poparło 720 parlamentarzystów przy 66 głosach sprzeciwu i 96 wstrzymujących się. Rządzące Unia na rzecz Ruchu Ludowego (UMP) jak i Unia na rzecz Demokracji Francuskiej (UDF) wraz z opozycyjną Partią Socjalistyczną poparły konstytucję. Przeciw byli komuniści.

## Zmienne sondaże

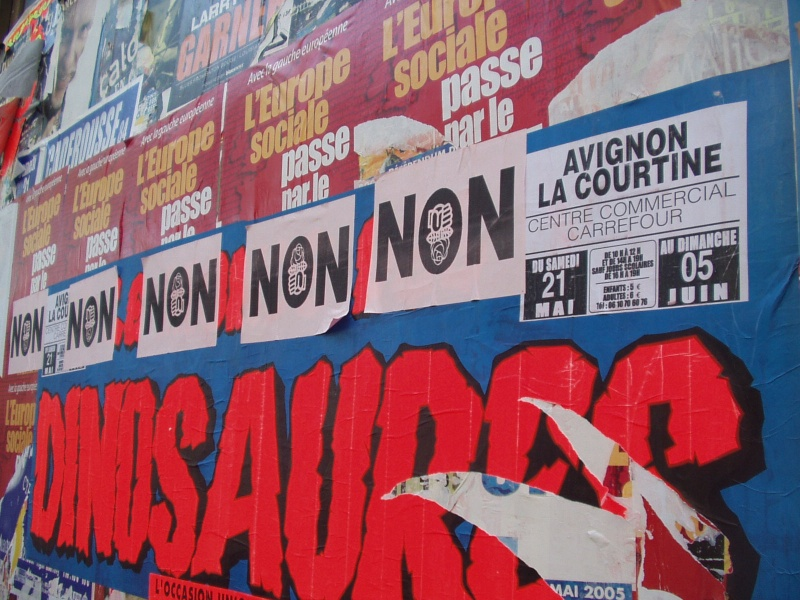
Kampania plakatowa we Francji wspólnie z plakatami promującymi show „Dinozaury”

Początkowo sondaże opinii publicznej wyraźnie pokazywały, że zwolennicy konstytucji zwyciężą. Jednak od połowy marca do końca kwietnia sytuacja zaczęła się odwracać. Ostatni sondaż, który sygnalizował przewagę zwolenników traktatu, ukazał się 30 kwietnia 2005.

## Zwolennicy
W kampanię na rzecz konstytucji włączyły się trzy główne siły polityczne, czyli partie UMP, UDF i PS oraz prezydent Chirac. Socjaliści podkreślali, że konstytucja włącza do systemu unijnych traktatów Kartę praw podstawowych UE. Jej przepisy miały ich zdaniem ustanowić w całej wspólnocie jednolity model socjalny. Chirac twierdził, że nowy traktat będzie bronił Francję przed „brytyjskim liberalizmem”.
Francuska Partia Socjalistyczna (PS) 1 grudnia 2004 przeprowadziła wewnętrzne głosowanie pośród swoich członków, aby określić stanowisko tej organizacji wobec konstytucji. Przewodniczący partii François Hollande popierał odpowiedź „tak”, a wiceprzewodniczący Laurent Fabius stał po drugiej stronie. Spośród 127 027 członków 59% poparło konstytucję przy frekwencji 79%. Spośród 102 okręgów Partii Socjalistycznej 26 było przeciw.

## Przeciwnicy
Przeciwnicy konstytucji pochodzili zarówno z lewej jak i prawej strony sceny politycznej. Ci z lewicy twierdzili, że nowy traktat zmusi Francuzów do przyjęcia liberalnego modelu gospodarki opartego na wolnym rynku i konkurencji między przedsiębiorcami z całej Europy. Poglądy takie głosiła część polityków PS, zbuntowanych przeciw proeuropejskiemu stanowisku większości partii. Dołączyli oni do przeciwnych konstytucji Zielonych, Partii Komunistycznej, Rewolucyjnej Ligi Komunistycznej, Walki Robotniczej oraz central związków zawodowych CGT i SUD. Wielu krytyków konstytucji łączyło ją z nową Dyrektywą o wewnętrznym rynku usług. Lewica przekonywała, że przyjęcie konstytucji oznacza „zalanie” Francji, przez pracowników z nowych krajów członkowskich UE symbolizowanych przez „polskich hydraulików”.
Na prawicy główne siły przeciwne ratyfikacji traktatu skupiły się wokół gaullistowskiego Ruchu dla Francji (MPF) oraz Frontu Narodowego. Politycy z tego nurtu twierdzili, że Francja nie powinna stawać się częścią europejskiego superpaństwa. Prawica przekonywała również, że dzięki konstytucji możliwa będzie akcesja Turcji do UE. Ostrzegali przed napływem islamskich emigrantów, mających odebrać Francji jej chrześcijańskie korzenie.

## Głos na nie
29 maja 2005 we Francji przeprowadzono referendum dotyczące ratyfikacji traktatu ustanawiającego Konstytucję dla Europy. Głosującym zadano następujące pytanie:
| Approuvez-vous le projet de loi qui autorise la ratification du traité établissant une Constitution pour l’Europe? (fr.) |  | Czy przyjmujesz ustawę, która pozwala na ratyfikację traktatu ustanawiającego Konstytucję dla Europy? |

Wstępne wyniki wskazały, że Francuzi odrzucili Konstytucję dla Europy. Z ogółu głosujących 45,13% powiedziało tak, a 54,87% wybrało nie. Frekwencję oszacowano na ponad 69,9% uprawnionych do głosowania. Prezydent Chirac przyznał publicznie, że przegrał to referendum. Jednym z głównych motywów niechętnych konstytucji wyborców było rozczarowanie jego rządami.

## Skutki
Według zwolenników konstytucji opowiedzenie się przez Francuzów przeciw traktatowi spowoduje osłabienie roli tego kraju w zjednoczonej Europie. Twierdzili oni, że nie ma żadnego planu B. Rozwój Europy zostanie zawieszony, a przez najbliższe 10 lat obowiązywać będzie Traktat Nicejski.
Przeciwnicy konstytucji twierdzący równocześnie, że popierają unię, przekonywali o możliwej renegocjacji traktatu na bardziej dla Francji korzystny.
Francuska klasa polityczna będzie miała duży problem z negatywnym wynikiem głosowania. Ogromne zróżnicowanie głosów przeciw oznacza, że nie ma takiej zmiany w Konstytucji dla Europy, która wszystkich może zadowolić. Rząd nie otrzymał jasnej odpowiedzi, jakie zmiany powinny być renegocjowane.
Politycznym skutkiem porażki rządu i prezydenta będzie ich polityczna emerytura. Już następnego dnia premier Raffarin podał się do dymisji, a jego miejsce zajął Dominique de Villepin. Już w noc wyborczą, kiedy ogłoszono wyniki sondażowe, niektórzy politycy stwierdzili, że powinien on ustąpić z urzędu, ostatecznie 11 marca 2007 Jacques Chirac ogłosił, że nie będzie kandydował w wyborach prezydenckich na trzecią kadencję. Wybory prezydenckie w 2007 wygrał Nicolas Sarkozy i 16 maja Chirac zakończył urzędowanie.